# 日高ショーコ
日高 ショーコ（ひだか しょーこ）は、日本の漫画家ユニット。作画を日高ショーコが担当し、原作をタキエが担当しているが、名義は「日高ショーコ」を使っている。

## 概要
同人活動を経て、2004年に短編「リスタート」で商業誌デビューして以来、BL漫画を長年執筆。代表作に『花は咲くか』、『憂鬱な朝』などがある。
漫画の執筆は、タキエと日高の二人でストーリーを練りながらネームを起こしたあと、作画を日高が行うというスタイルで進めている。基本的にモノクロ原稿はアナログで描き、カラーイラストを描くときはデジタルで色を塗っている。単行本化の際に加筆修正を行うことが多く、場合によっては構成に大幅な変更を加えることもある。
2023年現在、『Cookie』（集英社）にて「日に流れて橋に行く」（既刊8巻）、『花音』（芳文社）にて「アノマリーライフ」を連載中。『日に流れて橋に行く』は、初の一般向け商業作品となる。

## 作品リスト

### 漫画作品
★は連載作品
- 単行本『リスタート』収録短編
  - 「リスタート」（『BE・BOY GOLD』リブレ出版 2004年12月号）
  - 「ステップ」（『BE・BOY GOLD』リブレ出版 2005年4月号）
  - 「クリア」（『BE・BOY GOLD』リブレ出版 2006年4月号）
  - 「リバース」（『b-BOY LUV』リブレ出版 2006年⑲号）
  - 「contact」（単行本『リスタート』描き下ろし 2006年10月）
  - 「きみのために」（『BE・BOY GOLD』リブレ出版 2005年12月号）
  - 「かさなるように」（『JUNK!BOY』リブレ出版 2005年なつやすみ号）
  - 「並んだ過去」（『drap（ドラ）』コアマガジン 2007年3月号）※新装版で新たに収録
- 単行本『足りない時間』収録短編
  - 「感情サイン」（『花音』芳文社 2004年12月号）
  - 「足りない時間」（『花音』芳文社 2005年4月号）
  - 「複雑で簡単」（『花音ゴージャス⑦ヘタレ特攻集』芳文社 2005年1月刊）
  - 「右か左か」（『花音』芳文社 2005年7月号）
  - 「遠距離恋愛」（『花音ゴージャス⑫公務員特集』芳文社 2005年7月刊）
  - 「STAY」（単行本『足りない時間』描き下ろし 2005年10月）
- 単行本『シグナル』収録（「言葉より強く」を除いた4作が一連のストーリー）
  - 「signal」（『ラブテク③クールビューティー特集』芳文社 2006年6月刊）
  - 「シグナル [前後編]」（『花音』芳文社 2006年11月号、12月号）
  - 「理不尽な幸福」（『ラブテク⑪ヘタレ特攻集』芳文社 2007年3月）
  - 「言葉より強く」（『ラブテク①ツンデレ特集』芳文社 2006年5月刊）※短編「感情サイン」の続編
  - 「I'm addicted to games」（単行本『シグナル』描き下ろし 2007年5月）
- 単行本『知らない顔』収録短編
  - 「知らない顔」（『b-BOY Phoeni×3 ツンデレ特集』リブレ出版 2006年11月刊）
  - 「見えない顔」（『b-BOY Phoeni×5 びしょぬれ特集』リブレ出版 2007年3月刊）
  - 「消えない顔」（『BE・BOY GOLD』リブレ出版 2008年2月号）
  - 「初恋のひと」（『b-BOY Phoeni×2 不細工特集』リブレ出版 2006年9月刊）
  - 「二度目の恋」（『b-BOY HONEY3 不細工特集2』リブレ出版 2010年3月刊）※新装版で新たに収録
  - 「運命のひと」（『b-BOY Phoeni×11 黒医者／白医者特集』リブレ出版 2008年3月刊）
  - 「運命の恋人」（単行本『知らない顔』描き下ろし 2008年6月）
  - 「灰色の海」（『b-BOY Phoeni×13 手に職特集』リブレ出版 2008年7月刊）※新装版で新たに収録
- ★『嵐のあと』（『花音』芳文社 2007年6月号 - 2007年11月号）
  - 続編「double line」（『花音』芳文社 2009年10月号）※単行本『初恋のあとさき』に収録
- ★『花は咲くか』（『ルチル』幻冬舎コミックス Vol.14（2006年8月) - Vol.64（2015年1月））
- ★『憂鬱な朝』（『Chara Selection（キャラ セレクション）』徳間書店 2008年1月号 - 2015年9月号）
- ★『初恋のあとさき』（『花音』芳文社 2011年5月号 - 2011年11月号）
- 「水玉パズル」（『YOU』集英社 2012年10・11月号）
- ★『アンチロマンス』（『ルチル』幻冬舎コミックス 2016年1月号 - 2022年7月号）
- ★『日に流れて橋に行く』（『YOU』集英社 2017年2月号 - 2018年11月号、『Cookie』集英社 2019年3月号 - ）※連載中
- ★『アノマリーライフ』（『花音』芳文社 2022年10月号 - 2024年9月号）

### 漫画単行本
- 『足りない時間』（2005年10月発行 花音コミックス 芳文社）
- 『リスタート』（2006年10月発行 ビーボーイコミックス リブレ出版）
- 『シグナル』（2007年5月発行 花音コミックス 芳文社）
- 『嵐のあと』（2008年3月発行 花音コミックス 芳文社）
- 『知らない顔』（2008年6月発行 ビーボーイコミックス リブレ出版）
- 『憂鬱な朝1』（2009年3月発行 キャラコミックス 徳間書店）
- 『花は咲くか1』（2009年12月発行 バーズコミックス ルチルコレクション 幻冬舎コミックス）
- 『憂鬱な朝2』（2010年6月発行 キャラコミックス 徳間書店）※初回限定版には、番外編を収録した小冊子付き（『憂鬱な朝 NOBLE COLORS』に再録）。
- 『花は咲くか2』（2010年9月発行 バーズコミックス ルチルコレクション 幻冬舎コミックス）
- 『憂鬱な朝3』（2011年5月発行 キャラコミックス 徳間書店）
- 『花は咲くか3』（2011年12月発行 バーズコミックス ルチルコレクション 幻冬舎コミックス）
- 『初恋のあとさき』（2012年2月発行 花音コミックス 芳文社）
- 『憂鬱な朝4』（2012年7月発行 キャラコミックス 徳間書店）
- 『花は咲くか4』（2013年4月発行 バーズコミックス ルチルコレクション 幻冬舎コミックス）
- 『憂鬱な朝5』（2014年1月発行 キャラコミックス 徳間書店）
- 『花は咲くか5』（2015年3月発行 バーズコミックス ルチルコレクション 幻冬舎コミックス）
- 『憂鬱な朝6』（2015年10月発行 キャラコミックス 徳間書店）
- 『リスタート 新装版』（2016年10月発行 バーズコミックス ルチルコレクション 幻冬舎コミックス）
- 『知らない顔 新装版』（2016年11月発行 バーズコミックス ルチルコレクション 幻冬舎コミックス）
- 『憂鬱な朝7』（2016年11月発行 キャラコミックス 徳間書店）
- 『日に流れて橋に行く1』（2017年10月発行 愛蔵版コミックス 集英社）
- 『憂鬱な朝8』（2018年10月発行 キャラコミックス 徳間書店）
- 『日に流れて橋に行く2』（2018年10月発行 愛蔵版コミックス 集英社）
- 『憂鬱な朝 NOBLE COLORS』（2019年3月発行 徳間書店）
- 『日に流れて橋に行く3』（2019年10月発行 愛蔵版コミックス 集英社）
- 『アンチロマンス1』（2020年3月発行 バーズコミックス ルチルコレクション 幻冬舎コミックス）※特装版には表紙、扉絵などのカラーイラストを収録したイラストブック付き。
- 『日に流れて橋に行く4』（2020年5月発行 愛蔵版コミックス 集英社）
- 『日に流れて橋に行く5』（2021年3月発行 愛蔵版コミックス 集英社）
- 『日に流れて橋に行く6』（2021年10月発行 愛蔵版コミックス 集英社）
- 『日に流れて橋に行く7』（2022年7月発行 愛蔵版コミックス 集英社）
- 『アンチロマンス2』（2022年10月発行 バーズコミックス ルチルコレクション 幻冬舎コミックス）
- 『日に流れて橋に行く8』（2023年4月発行 愛蔵版コミックス 集英社）
- 『日に流れて橋に行く9』（2023年12月発行 愛蔵版コミックス 集英社）
- 『日に流れて橋に行く10』（2024年8月発行 愛蔵版コミックス 集英社）
- 『アノマリーライフ上』（2025年1月発行 花音コミックス 芳文社）
- 『アノマリーライフ下』（2025年1月発行 花音コミックス 芳文社）

#### 電子限定販売
- 『After』（2016年6月発行 花音コミックス 芳文社）※ブックレットや小冊子のかたちで発表した『嵐のあと』『初恋のあとさき』の後日談を描いたショートストーリーをまとめたもの。『シグナル』の後日談は描き下ろし。
- 『AND ONE MORE THING』（2020年3月発行 バーズコミックス ルチルコレクション 幻冬舎コミックス）※もとは『リスタート』『知らない顔』の「新装版連続刊行記念応募者全員サービス描き下ろし小冊子」で、それぞれの表題作の後日談を描いたもの。
- 『足りない時間 日高ショーコ初期作品集』（2020年10月発行 花音コミックス 芳文社）※短編「複雑で簡単」は未収録（この話をもとに新作を予定しているため）[2]。
- 『花は咲くか 番外編収録集』（2021年12月発行 バーズコミックス ルチルコレクション 幻冬舎コミックス）

#### アンソロジー
- 『君恋・社会人編1』（2018年4月発行 愛蔵版コミックス 集英社）表紙カラーイラスト、ショートストーリー「Magic Hour」
- 『君恋・学生編1』（2018年4月発行 愛蔵版コミックス 集英社）イラスト1枚
- 『アンソロジー みんなでさらざんまい』（2020年1月発行 バーズエクストラ 幻冬舎）カラーイラスト

### 小説イラスト
- 木原音瀬『美しいこと（上）』（2007年11月発行 Holly NOVELS 蒼竜社）
- 木原音瀬『美しいこと（下）』（2008年1月発行 Holly NOVELS 蒼竜社）
- 遠野春日『茅島氏の優雅な生活1』（2009年4月発行 幻冬舎ルチル文庫 幻冬舎コミックス）
- 遠野春日『茅島氏の優雅な生活2』（2009年5月発行 幻冬舎ルチル文庫 幻冬舎コミックス）
- 遠野春日『茅島氏の優雅な生活3』（2009年6月発行 幻冬舎ルチル文庫 幻冬舎コミックス）
- 木原音瀬『夜をわたる月の船 』（2009年11月発行 Holly NOVELS 蒼竜社）
- 神奈木智『優雅な彼と野蛮な僕 』（2010年2月発行 幻冬舎ルチル文庫 幻冬舎コミックス）

### ドラマCD
- 『嵐のあと』（2008年8月30日発売 サイバーフェイズ）
- 『リスタート』（2010年2月24日発売 マリン・エンタテインメント）
- 『憂鬱な朝』（2010年9月23日発売 マリン・エンタテインメント）
- 『花は咲くか』（2011年5月25日発売 マリン・エンタテインメント）
- 『憂鬱な朝2』（2011年9月22日発売 マリン・エンタテインメント）
- 『憂鬱な朝3』（2012年12月21日発売 マリン・エンタテインメント）
- 『初恋のあとさき』（2013年2月27日発売 マリン・エンタテインメント）
- 『花は咲くか2』（2013年12月20日発売 マリン・エンタテインメント）
- 『憂鬱な朝4』（2016年6月23日発売 マリン・エンタテインメント）
- 『憂鬱な朝5』（2017年9月21日発売 マリン・エンタテインメント）
- 『憂鬱な朝6』（2019年4月10日発売 マリン・エンタテインメント）